# Astyra abyssi
Astyra abyssi is een vlokreeftensoort uit de familie van de Stilipedidae. De wetenschappelijke naam van de soort is voor het eerst geldig gepubliceerd in 1871 door Boeck.